# Arielle, die Meerjungfrau (Zeichentrickserie)
Arielle, die Meerjungfrau (Originaltitel: The Little Mermaid) ist eine US-amerikanische Zeichentrickserie der Walt Disney Company aus den Jahren 1992 bis 1994. Die Serie basiert auf dem Disney-Kinofilm Arielle, die Meerjungfrau von 1989.

## Handlung
Arielle, die kleine Meerjungfrau, ist die jüngste und abenteuerlustigste Tochter des Meereskönigs Triton. Das macht vor allem Arielles Freund und Begleiter, der Krabbe Sebastian, viel Ärger, denn Sebastian ist Hofmarschall und hat die Aufgabe, auf Arielle aufzupassen. Gefahren lauern durch gefährliche, große Fische, die Meerhexe Ursula oder sogar die Welt der Menschen außerhalb des Meeres. Für diese interessiert sich Arielle jedoch ganz besonders.

## Veröffentlichung
Es wurden 31 Folgen in drei Staffeln produziert, die in den USA vom 11. September 1992 bis zum 26. November 1994 durch den Sender CBS und Disney-eigenen Sendern ausgestrahlt wurden. Die erste Staffel beinhaltet die Folgen eins bis 14; die zweite die Episoden 15 bis 23 und die letzte Staffel zeigt die Folgen 24 bis 31.
Die Serie wurde unter anderem in das Französische, Spanische, Polnische und Portugiesische übersetzt.
In Deutschland lief die Serie erstmals ab dem 1. Januar 1994 im Rahmen des Disney Clubs in der ARD. Neben Ausstrahlungen bei Disney Channel, Disney Junior und bei Toon Disney, lief Arielle, die Meerjungfrau auch bei RTL, Super RTL und Kabel eins. In Österreich strahlt zudem der Sender ORF eins die Serie aus. Da Edgar Ott, die deutsche Stimme von König Triton, am 13. Februar 1994 unerwartet verstarb und Jürgen Kluckert, der mehrere seiner Rollen nach seinem Tod übernahm, bereits die Seemöwe Scuttle sprach, übernahm Roland Hemmo die Sprechrolle.
Parallel zur zweiten Staffel zeigte CBS die 13-teilige Zeichentrickserie Marsupilami über die gleichnamige Comicfigur. Im Rahmen dieser Serie bekam die Figur Sebastian insgesamt acht eigene Kurzfilme. In Deutschland wurde Marsupilami erstmals vom 1. Juli bis zum 23. September 1995 von RTL gezeigt und bisher nur ein Mal wiederholt.

## Synchronisation
| Rolle            | Englischer Sprecher       | Deutscher Sprecher                             |
| ---------------- | ------------------------- | ---------------------------------------------- |
| Arielle          | Jodi Benson               | Dorette Hugo                                   |
| Arielle (Gesang) | Jodi Benson               | Jana Werner                                    |
| Sebastian        | Samuel E. Wright          | Joachim Kemmer                                 |
| Ursula           | Pat Carroll               | Beate Hasenau                                  |
| Fabius           | Edan Gross Bradley Pierce | Tobias Müller                                  |
| König Triton     | Kenneth Mars              | Edgar Ott (1. Stimme) Roland Hemmo (2. Stimme) |
| Frechdachs       | Danny Cooksey             | Florian Kiesel                                 |
| Teufelsrochen    | Tim Curry                 | Hermann Ebeling                                |
| Grünschild       |                           | Gerry Wolff                                    |
| Scuttle          | Maurice LaMarche          | Jürgen Kluckert                                |

## Episodenübersicht
| Staffel 1 |                                            |                           |                    |
| Folge     | Deutscher Titel                            | Originaltitel             | Erstausstrahlung   |
| 1         | Hilfe für das Walfischbaby                 | Whale of a Tale           | 11. September 1992 |
|           |                                            |                           |                    |
| 2         | Der große Sebastian                        | The Great Sebastian       | 12. September 1992 |
| 3         | Stormy, das wilde Seepferdchen             | Stormy                    | 19. September 1992 |
| 4         | Abenteuer mit Frechdachs                   | Urchin                    | 26. September 1992 |
| 5         | Die frechen Meereszwillinge                | Double Bubble             | 3. Oktober 1992    |
| 6         | Die Flaschenpost                           | Message in a Bottle       | 10. Oktober 1992   |
| 7         | Das gefährliche Dingsda                    | Thingamajigger            | 17. Oktober 1992   |
| 8         | Im Reich des Strudelmonsters               | Charmed                   | 24. Oktober 1992   |
| 9         | Das ideale Paar                            | Marriage of Inconvenience | 31. Oktober 1992   |
| 10        | Das Wagenrennen                            | Beached                   | 7. November 1992   |
| 11        | Der Teufelsrochen                          | The Evil Manta            | 14. November 1992  |
| 12        | Der kleine König                           | Red                       | 21. November 1992  |
| 13        | Palast-Arrest                              | Eel-Ectric City           | 28. November 1992  |
| 14        | Die Macht des Dreizacks                    | Trident True              | 5. Dezember 1992   |
|           |                                            |                           |                    |
| Staffel 2 |                                            |                           |                    |
| Folge     | Deutscher Titel                            | Originaltitel             | Erstausstrahlung   |
| 15        | Sebastian, die Quasselkrabbe               | Resigned to It            | 18. September 1993 |
| 16        | Das Seeorgelkonzert                        | Calliope Dreams           | 25. September 1993 |
| 17        | Fauler Zauber                              | Giggles                   | 2. Oktober 1993    |
| 18        | Glück im Unglück                           | Against the Tide          | 9. Oktober 1993    |
| 19        | Rettet den Wal                             | Save the Whale            | 16. Oktober 1993   |
| 20        | Ein Traum wird wahr                        | Wish Upon a Starfish      | 16. Oktober 1993   |
| 21        | Die Geschichte zweier Krabben              | Tail of Two Crabs         | 30. Oktober 1993   |
| 22        | Der Holzfisch                              | Metal Fish                | 6. November 1993   |
| 23        | Klein, aber oho                            | T'ank You for Dat, Ariel  | 11. Dezember 1993  |
|           |                                            |                           |                    |
| Staffel 3 |                                            |                           |                    |
| Folge     | Deutscher Titel                            | Originaltitel             | Erstausstrahlung   |
| 24        | Ein seltsamer Vogel                        | Scuttle                   | 17. September 1994 |
| 25        | Die Insel der Angst                        | Island of Fear            | 24. September 1994 |
| 26        | Die Königskrabbe                           | King Crab                 | 1. Oktober 1994    |
| 27        | Urlaub in der Urzeit                       | Land of the Dinosaurs     | 15. Oktober 1994   |
| 28        | Heldentaten                                | Heroes                    | 8. Oktober 1994    |
| 29        | Kleine Geschenke erhalten die Freundschaft | The Beast Within          | 22. Oktober 1994   |
| 30        | Teufelchen geht zur Schule                 | A Little Evil             | 29. Oktober 1994   |
| 31        | Arielles Schatzhöhle                       | Ariel’s Treasures         | 26. November 1994  |